# Bilderverehrung
Als Bilderverehrung oder Ikonodulie bezeichnet man sowohl die bildliche Darstellung göttlicher Wesen und Kräfte sowie mit Gott oder den Gottheiten verbundener geschöpflicher Wesen (Engel, Heilige oder Symboltiere, Totems), als auch die damit verbundene Verehrung dieser Bilder, Skulpturen oder Ikonen.
Von der Ikonodulie („Bilderverehrung“) sind Ikonolatrie („Bilderanbetung“) und Idolatrie oder Idololatrie („Götzendienst“) zu unterscheiden, wenn auch gegen die Bilderverehrung gerichtete Polemik (siehe Ikonoklasmus) diese nicht selten als Ikonolatrie oder gar Idolatrie bezeichnet.

## Etymologie
Etymologisch ist die Begriffsherkunft von Ikone und Idol zu unterscheiden; griechisch εἰκών eikṓn ist das „Bildnis“, das „Abbild“ oder auch das „Gleichnis“ (entspricht lateinisch imago); εἴδωλον eídōlon ist dagegen das „Schattenbild“, das „Trugbild“ oder auch im Neuen Testament die „Nachbildung“ und das „Götzenbild“, im Lateinischen übernommen als idolum.

## Definition
Unterschieden wird zwischen einem unmittelbaren, einem realistischen und einem symbolischen Verständnis der Bilder:
1. Gleichsetzung: Im ersten Fall besteht ein unmittelbarer Zusammenhang zwischen dem Verehrten und dem Bild, das als vera ikon teilweise gleichgesetzt wird mit dem Verehrten. Diese Deutung wird zumindest seit dem zweiten Konzil von Nicäa im Christentum abgelehnt, wenn sich auch im Volksglauben teilweise solche Denkweisen bis heute finden. Solche Bilder haben wie alles Irdische eine endliche Lebenszeit und lösen bei ihrer Zerstörung Trauer beim Verehrer aus. Häufig wurden solche Bilder absichtlich von Nichtverehrern zerstört.
2. Abbild: Zwischen Verehrtem und Abgebildetem nimmt man ein realistisches Abbildverhältnis an; Salbung, Einkleidung oder Opferdarbringung zeigen ein solches Verständnis an.
3. Symbol: Im Unterschied dazu steht die Verehrung symbolischer Bilder, bei der eine grundsätzliche Verschiedenheit zwischen beidem gedacht wird; das verehrte Bild steht hier stellvertretend für das, was verehrt wird; es muss also nicht gegenständlich sein oder etwas „darstellen“.

Die Ansicht der bilderverehrenden christlichen Kirchen bewegt sich zwischen der zweiten und der dritten Variante.

## Kulturgeschichte
Bereits prähistorisch kann eine Bilderverehrung und im Besonderen eine Objektverehrung beobachtet werden. Höhlenmalereien aus der Alt- und bildhafte Schöpfungen der Jungsteinzeit besitzen religiösen Charakter. Im Altertum waren Idole, meist kleine Tonfiguren oder Holzfiguren, zentraler Gegenstand häuslicher göttlicher Verehrung. In der Bronzezeit war die Idolatrie im gesamten Mittelmeerraum, im nahen Osten und auch auf dem Europäischen Festland verbreitet und nahmen je nach Kultur charakteristische Formen an wie etwa die bekannten kykladischen Idole oder die Brettidole Zyperns. Idole wurden zwischen Hausgrundrissen, in Grabanlagen, aber auch in Heiligtümern gefunden. Die Formgebung kann sowohl gegenständlich (Votivfiguren der Kulturen des Balkans) als auch abstrakt (Schieferplattenidole, anthropomorphe Pfahlgötzen aus Baumstämmen) oder symbolischer und attributiver Natur (Thorhammer) sein, hat jedoch entweder einen mythologischen Hintergrund oder steht in der Funktion des Idols in rituellem Zusammenhang mit Fruchtbarkeits- und anderen Kulten.
Der Zoroastrismus, der Bahaismus und der Islam (die Sunniten stärker als die Schiiten) lehnen die Bilderverehrung aus denselben Motiven wie das mosaische Judentum ab.

## Hinduismus
Der Hinduismus verfügt über eine besonders vielfältige Bilderwelt; ausgeprägt sind mythologische Deutungen und kosmologische Beziehungen (Mandalas). Während das frühe vedische Ritual sich im Freien und ohne Bilder abspielte, änderte sich dies ungefähr um die Zeitenwende und es entwickelte sich eine reiche Bilderwelt. Fromme Hindus gehen in den Tempel, um die Sicht Gottes durch ein Symbol oder eine Statue, in der die geistige Anwesenheit der Gottheit angenommen wird, zu erlangen, oder sie haben einen kleinen Hausaltar mit einem Bildnis oder einem Symbol. Das Schauen (Darshan) leitet so über zu Kontemplation und Meditation, deren Ziel es ist, über die Ebene des Visuellen hinaus zu gelangen.
Die Visualisierung spielt oft eine wichtige Rolle, da sie dem Gläubigen den Zugang zum Göttlichen erleichtert. Im Pilgerzentrum Tirumala Tirupati etwa werden Zeremonien wie das Baden, Salben und Speisen des Shri Venkatateshvara, bzw. dessen steinerner Statue, zelebriert; dasselbe passiert in anderen großen und kleinen Tempeln. Auch bei den täglichen, häuslichen Pujas (Verehrungen) stehen Götterbilder häufig im Mittelpunkt.
Die bildlichen Darstellungen sind anthropomorph; um ihre Kräfte zu illustrieren sind sie oft mehrköpfig und mehrarmig dargestellt. Die Ikonographie ist eng verknüpft mit der indischen Mythologie und gibt den Gläubigen Hinweise auf die spirituelle Bedeutung und das Wirken des Göttlichen. Über die jeweilige Gestalt geben die Puranas Auskunft. So beschreibt etwa zu Beginn des zweiten Kapitels des Devi Bhagavata, eines der wichtigsten Bücher über die Göttin, ein Vers die Göttin Mahalakshmi, die eine Form von Durga ist:

„ich nehme Zuflucht zu Mahalakshmi, der Zerstörerin von Mahisasura (dem Büffeldämon), die in einer Lotusblüte sitzt, die von der Farbe der Koralle ist, sie hält in ihren achtzehn Händen die Gebetskette, Axt, Keule, Pfeil, Blitz, Lotosblüte, Bogen, Krug, Stab, Shakti, Schwert, Schild, Muschel, Glocke, Weinbecher, Dreizack, Schlinge und die Wurfscheibe Sudarsana.“

In dieser Gestalt mit vielen Armen jedoch sehen Hindus keinen Widerspruch zur letztlichen Formlosigkeit. Im vierten Kapitel, nach dem Sieg über den Büffeldämon Mahisasura, preisen die himmlischen Devas sie als Verkörperung des Höchsten, des formlosen Brahman. Diese Hymne aus dem 4. Kapitel des Devi Mahatmya wird in Indien jedes Jahr an den Feiertagen der Göttin im Herbst gesungen und im Radio gespielt. Ein Auszug:

„O Devi, du bist Bhagavati, die höchste Weisheit, welche die Ursache der Erlösung ist. Du bist das höchste Wissen der Weisen, die Erlösung erhoffen. Du bist die Seele von Brahman. Du bist die Quelle der reinen Hymnen in den Veden. Du bist Bhagavati, die die drei Veden verkörpert. […] Du bist die Nahrung, die das Leben erhält.“

Sehr verbreitet findet man aber auch die Anbetung des Göttlichen in Zeichen. Selten beten Hindus Shiva in anthropomorpher Form an. Im Zentrum der Verehrung steht meist das Linga (das heißt Zeichen) oder, an Straßenaltären häufig anzutreffen, der Dreizack, ein anderes wichtiges Emblem für Shiva. Die populäre Statue der Göttin Kali im Kalighat-Tempel in Kalkutta (offiziell Kolkata) besteht aus einem schwarzen Stein, der auf wunderbare Weise entdeckt wurde und in dem die Göttin der Legende nach verehrt werden möchte. Mit Gesicht, Zunge und Kleidung versehen repräsentiert dieser Stein jetzt das Göttliche. Gläubige aus allen Teilen des Subkontinentes kommen hierher, um Kali in dieser Form anzubeten.
Auch im rituellen Gottesdienst, der Puja, ist eindeutig erkennbar: Nicht dem Bild bzw. Emblem selbst gilt die Verehrung, sondern dem letztlich formlosen Höchsten darin. So ruft der Priester dieses etwa als Shiva,  Vishnu oder Durga an und bittet während der Zeremonie im Bildnis anwesend zu sein. In einer kurzen Meditation stellt sich der Priester das Göttliche bildhaft als im Herzen anwesend vor, entweder personal oder im Symbol. In manchen Pujas ist eine Blüte, vor das Herz gehalten, dann das äußere Zeichen für dessen Präsenz: Die Blüte hält der Priester unter die Nase und stellt sich vor, wie das Göttliche vom Herzen durch den Atem auf diese übergeht, und legt sie dann vor das Bildnis auf den Altar. Eine weitere Möglichkeit ist das „Pran-Dan“, das „Leben geben“, in einer Shakti-Puja, dem Gottesdienst zu Ehren der Göttin: Mit einem kleinen Büschel Gras und einigen Körnern ungekochtem Reis in den Fingern berührt der Priester die Herzgegend der Statue, bzw. des Bildes. Dazu spricht er vorgeschriebene Gebete, welche die Murti „lebendig“ machen und durch welche die Göttin dann als tatsächlich anwesend gedacht wird.
Die Erzeugung der Statuen, der sogenannten „Murtis“, ist im traditionellen Handwerk noch heute nicht dasselbe wie die Produktion jeder beliebigen anderen Figur. So gibt es etwa für Metallstatuen bestimmte Vorschriften für Legierungen, und die Herstellung der Gussform, in der die Murti entstehen soll, wird zu einem sakralen Akt mit Gebet.
Ist die Anbetung im Bildnis auch weit verbreitet, so gab es doch bei vielen Hindu-Denkern auch eine kritische Auseinandersetzung damit. Etwa eine sehr bekannte Gruppe im Shivaismus, die im zwölften Jahrhundert gegründeten „Lingayats“, lehnen die Verehrung im Bild strikt ab. Auch während der Zeit der britischen Kolonialherrschaft entstanden in Indien Bewegungen, die dem alten vedischen Ideal der Bilderlosigkeit wieder zum Durchbruch verhelfen wollten, wie etwa der Brahmo Samaj und der Arya Samaj. Sie konnten sich aber außer bei einer dünnen Mittelschicht nicht durchsetzen. Der Mystiker Ramakrishna, der Mitte des neunzehnten Jahrhunderts Priester im großen Kalitempel Dakshineshwar war, bezeichnete die Götterstatuen als „Puppen“, die man nicht mehr brauchte, wenn man spirituell erwachsen sei. Trotzdem akzeptierte er Statuen als Hilfe für den Gläubigen.

## Buddhismus
Der Buddhismus lehnte zunächst jedwede Form von Bildern und Bildverehrung ab. Für Buddha gab es lediglich symbolische Darstellungen. Im Laufe seiner Geschichte entfaltete vor allem der tibetische Buddhismus eine reiche Bilderwelt; die Darstellungen sollten entsprechend der Lehre Buddhas jedoch weniger einer Idolatrie als vielmehr der Meditation dienen und sind als Hilfen hierzu zu verstehen.

## Judentum
Im Judentum gibt es das sogenannte mosaische Bilderverbot. Der mit „Hausgott“ übersetzte hebräische Begriff tərāfim („Terafim“), (Singular und Plural) ist mit hoher Wahrscheinlichkeit die hebraisierte Form des hethitisch-hurritischen Begriffs tarpiš „Dämon“, „Schutzgeist“ (entsprechend akkadisch šēdu). Die Septuaginta gibt tərāfim mit εἴδωλον („Götterbild“, „Idol“) oder γλuπτός („Schnitzbild“) wieder, die Targumim mit ṣlm, ṣlmnj’ („Bilder“) bzw. dm’jn („Figuren“), was die Übersetzung des hebräischen tərāfim mit „Hausgott“ stützt. Andere Ableitungen wie von trp, „faulen“ (Fohrer, BHH III, 1952), rp’, „heilen“. bzw. rəfā’im, „Heiler“, „Totengeister“, (Tropper 1989, 334) sind sowohl in etymologischer wie in sachlicher Hinsicht problematisch. Es besteht daher ein weitgehender Konsens, einer Ableitung von hethitisch oder hurritisch tarpiš den Vorzug zu geben (Seybold, THAT, 1057; van der Toorn, Lewis, ThWAT VIII, 766; Lewis, DDD, 845). Der Begriff bezeichnet das Abbild eines Gottes (Götzenbild). Im Altertum waren Idole, wie man sie bei Ausgrabungen findet, meist kleine Ton- oder Holzfiguren, zentraler Gegenstand häuslicher göttlicher Verehrung.

## Christentum

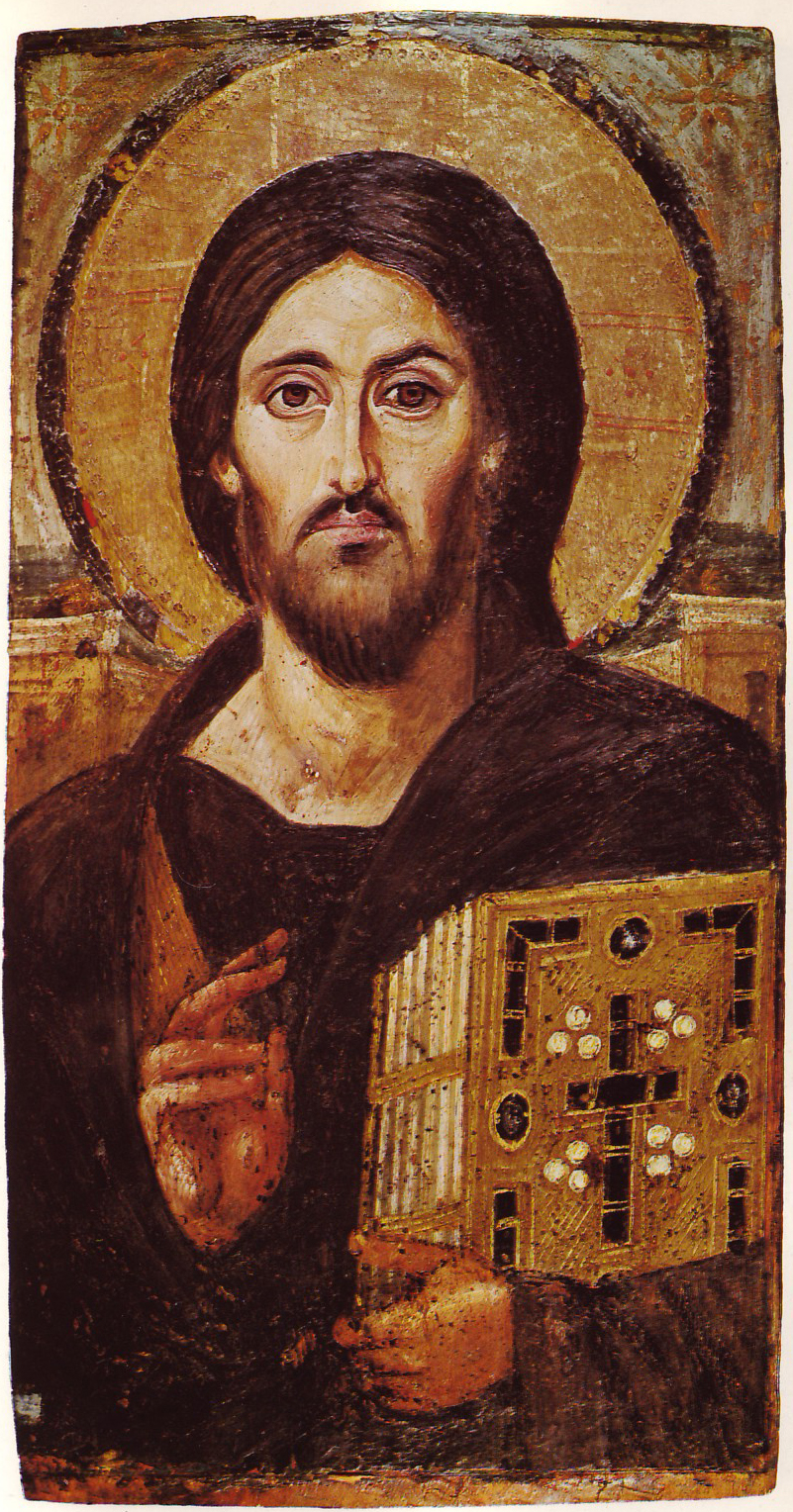
Ikone des Christus Pantokrator im Katharinenkloster auf dem Sinai, 6. Jahrhundert

Ursprünglich war auch das Judenchristentum – nicht zuletzt wegen seiner jüdischen Wurzeln – der Bilderverehrung gegenüber zurückhaltend bis abgeneigt. Die bereits früh bezeugte Verwendung von gegenständlichen Symbolen – z. B. von Kreuz, Hirte, Lamm, Fisch, Schiff, Palme, Phönix, Taube, Pfau – an den Wänden der Wohnungen, auf Gräbern, Sarkophagen und Geräten scheint dem zweiten Gebot zu widersprechen. 
Erst bei den Gnostikern des 2. und 3. Jahrhunderts treffen wir auch nicht offensichtlich symbolische Bildnisse Christi an. Wie auch manche andere Bräuche (Kirchenlieder etc.) drang von hier aus der Schmuck der Gotteshäuser mit Bildern auch in die orthodoxe katholische Kirche ein. Im 4. Jahrhundert findet sich erstmals eine beginnende Thematisierung des recht verstandenen Abbildes göttlicher Dinge in der christlichen Überlieferung. Noch sprachen sich einige Synoden und Kirchenväter gegen die Abbildungen Christi und Gottes, des Vaters als durchaus unzulässig aus. Allerdings war das Thema der Bilderverehrung in dieser Zeit noch kaum ein bedeutendes Streitthema, weder dafür noch dagegen finden sich viele Aussagen.
Schon damals allerdings gab es z. B. in Edessa ein angeblich authentisches Bild Christi, und bald kamen weitere ähnliche Bilder hinzu wie auch Darstellungen Mariens und anderer Heiliger. So wurden beispielsweise Kirchen mit Darstellungen jener Heiligen ausgeschmückt, denen die Kirche geweiht war. Augustinus klagt über Bilderanbetung, während Kyrill von Alexandria (und in dessen Gefolge auch die Kopten und andere altorientalische Kirchen) die Bilderverehrung förderten.
Papst Gregor I. begründete um 600 die Bilderverehrung so: Die Bilder seien die Bücher der Armen, aus welchen sie, die nicht lesen können, die Kenntnis der heiligen Geschichte schöpfen. Längst hatte sich die Ikonodulie im Orient und im Mittelmeerraum durchgesetzt. Bei den Franken hingegen, namentlich bei Karl dem Großen und den von ihm abhängigen Bischöfen, blieb die Ablehnung bestimmend. Bischof Serenus agierte bilderstürmerisch, weil er die Gefahr sah, dass die Heiligenbilder nur an die Stelle der Götzenbilder träten.
Im Verlauf des 6. Jahrhunderts wurde es herrschende und kirchlich gebilligte Sitte, sich vor den Bildern und (im Westen) auch Statuen niederzuwerfen, sie durch Niederknien, Küssen, Anzünden von Kerzen und von Weihrauch, Bekleidung mit kostbaren Gewändern und Verzierung mit Geschmeiden zu ehren.
Man fing an, zu besonders berühmten Bildern zu wallfahrten, sie zu preisen und zu beschenken; der Gegensatz gegen das Judentum und den Islam konnte dazu führen, in diesem Bilderdienst etwas spezifisch Christliches zu finden. Aber darin lag auch für die oströmischen Kaiser, welchen eine so schroffe Scheidewand zwischen den Religionen im politischen Interesse unerwünscht war, ein Motiv zum Einschreiten. Zudem verwarfen die Theologen unter den Bildergegnern den Bilderkult insbesondere mit christologischen Argumente: Die Person Christi habe zwei Naturen, eine göttliche und eine menschliche, von denen das Konzil von Chalcedon lehrte, dass sie „ungetrennt“ (griechisch: ἀδιαιρέτως) und „unzerteilt“ (griechisch: ἀχωρίστως) seien. Die göttliche Natur lässt sich nicht umschreiben (griechisch: περιγράφειν), also auch nicht malen. Folglich könne ein Maler nur die menschliche Natur Christi darstellen. Insofern sei eine Christusikone „falsch“, gar häretisch, da in ihr die menschliche von der göttlichen Natur Christi getrennt werde.
Den überlieferten bilderfreundlichen Quellen nach, sollen besonders die Kaiser Leo III. (717–741), Konstantin V. (741–775), Leo IV. (775–780), Leo V. (813–820) und Theophilos (829–842) scharfe Bilderstürmer gewesen sein. Sie sollen sich die Ausrottung des Bilderdienstes zum Ziel gesetzt haben. In der neueren Forschung werden viele Aspekte des byzantinischen Bilderstreits allerdings differenzierter bewertet. Bei Leo III. ist es aufgrund der Quellenlage bereits fragwürdig, ob er überhaupt gegen die Bilderverehrung vorging. Bei Konstantin V. hingegen wurden viele Vorgänge offenbar verzerrt dargestellt. Konstantin V. lehnte zwar die Bilderverehrung ab, ging aber recht moderat vor. Viele politische Gegner Konstantins V. wurden wahrscheinlich erst im Nachhinein zu Märtyrern der Bilderfreunde erklärt, während gegen den Kaiser polemisiert wurde. Offener Widerstand gegen die bilderfeindliche Politik scheint zunächst kaum aufgekommen zu sein. Der außerhalb des Reiches lebende Johannes von Damaskus und die Kaiserinnen Irene und Theodora II. setzten sich allerdings dafür ein, dass die Bischöfe auf den Konzilien von Nicäa (787) und Konstantinopel (842) den Beschluss fassten, dass die Bilder Christi, der Jungfrau Maria, der Engel und Heiligen zu verehren seien, Anbetung jedoch nur der Dreifaltigkeit geschuldet sei. Die Dargestellten sollten auch stets durch Aufschriften identifiziert werden.
Der Sinn dieses auf dem siebten Ökumenischen Konzil festgelegten Dogmas ist, dass die christliche Verehrung der Ikonen keine Anbetung des materiellen Bildnisses ist, sondern sich darauf bezieht, was auf der Ikone dargestellt ist – also auf das Urbild des Dargestellten. Indem die Gläubigen die auf den Ikonentafeln dargestellten Heiligen (und nicht die Tafeln selbst) verehren, ehren sie letztendlich den einen Gott, ohne den es kein Phänomen der Heiligkeit gegeben hätte. Also ist die Ehrung einer Darstellung eines von Gott geehrten Heiligen in ihrem Wesen eben die Verehrung der vorsehenden Wirkung Gottes in der Welt, aber keine Idolatrie.
Damit ist die Ikonenverehrung eines der Dogmata der orthodoxen Kirchen. Die Lateinische Kirche schloss sich dieser Position trotz des Widerstandes an, den die fränkische Kirche unter Karl dem Großen leistete. Schließlich wurde vor allem in der Westkirche unter bestimmten Umständen auch die Darstellung Gottes, des Vaters, als legitim erachtet; in den Ostkirchen finden sich solche Bilder fast nur unter westkirchlichem Einfluss etwa vom 17. bis 19. Jahrhundert, seit dem 20. Jahrhundert praktisch nicht mehr.
In der christlichen Ikonographie verzichtete kaum ein Künstler auf Darstellungen Gottes. Als stärkstes theologisches Argument wird seit Johannes von Damaskus zur Geltung gebracht, dass Gott selbst in der sicht- und greifbaren Menschwerdung Gottes das alttestamentliche Abbildungsverbot – das im Alten Testament ausdrücklich mit der Unsichtbarkeit Gottes begründet wird – aufgehoben oder zumindest radikal relativiert habe.
Eine Sonderstellung nehmen in diesem Kontext reformierte, baptistische, mennonitische und einige weitere evangelische Kirchen ein. Sie begründen ihre Haltung mit dem zweiten Gebot, „Du sollst dir kein Gottesbild machen und keine Darstellung von irgendetwas am Himmel droben, auf der Erde unten oder im Wasser unter der Erde.“ (Ex 20,4 )
Demgegenüber kennen die römisch-katholische Kirche und auch Martin Luther dieses Gebot nicht, da sie sich an der Wiederholung des Dekalogs wo das „Bildergebot“ als Untergedanke innerhalb des ersten Gebotes erscheint, orientieren. Mitbestimmend für die Entscheidung Martin Luthers, diesen Teil der zehn Gebote in seinem kleinen Katechismus ganz fortzulassen, war Karlstadts Bildersturm (1522), der für ihn in seiner gesellschaftlichen Verheerung erschreckend war.